# Oboi
«Oboi» es una canción compuesta por el músico argentino Luis Alberto Spinetta, con letra de Roberto Mouro, e interpretada por Spinetta, que se encuentra en el álbum Don Lucero de 1989, noveno álbum solista y 22º en el que tiene participación decisiva.
El tema está ejecutado por Spinetta (guitarra, voz y programación), Juan Carlos "Mono" Fontana (teclados), Guillermo Arrom (primera guitarra), Javier Malosetti (bajo y tumbadoras), Jota Morelli (batería) y Chofi Faruolo (programación y bajos sequencer).

## Contexto
El mundo y Argentina vivían momentos convulsionados. En noviembre de ese año caería el Muro de Berlín dando inicio al fin de la Guerra Fría iniciada en 1947 y a la disolución de la Unión Soviética dos años después. Comenzaba así el período histórico conocido como globalización, con la generalización de la reglas neoliberales.
En Argentina ese año se realizaron las primeras elecciones para renovar un gobierno democrático desde 1951, resultando ganador el Partido Justicialista con la candidatura presidencial de Carlos Menem. Por primera vez desde la instauración del sufragio secreto en Argentina en 1912, un presidente democrático transmitía el poder a un presidente democrático de otro partido. Spinetta había participado activamente en la campaña electoral apoyando al candidato derrotado, Eduardo Angeloz de la Unión Cívica Radical. Pero al mismo tiempo en marzo había estallado un brote hiperinflacionario que hundió en la pobreza a la mayor parte de la población, a la vez que sucesivas leyes de impunidad dejaban en libertad a los criminales que habían cometido crímenes de lesa humanidad en las décadas de 1970 y 1980.

## El álbum
Luego de Téster de violencia, un álbum conceptual diseñado para provocar una reflexión sobre la violencia poniendo al cuerpo en el centro, Spinetta buscó hacer un álbum que se orientara en la dirección inversa. Parafraseando su propia reflexión, si Téster había sido un álbum para pensar, Don Lucero era un álbum para sentir:

Está centrado en los sentidos y en los sentimientos, no en el pensar. No hay ninguna historia contada. No hay narración, sino imágenes e impresiones. No es por vía del entendimiento que se ingresa a este disco, no es como en Téster de violencia que se podían realizar largas explicaciones intelectuales. Aquí en cambio, muchas letras no dicen nada. Las letras no existían de antes, guardadas en un cajón o apuntadas en una libreta, como sí fue el caso de Téster, sino que surgieron y brotaron de la música... Después de hablar del cuerpo el paso siguientes es lo transmigratorio, la no materia, lo que viene después del testeo.
Luis Alberto Spinetta

## El tema
El tema es el primer track del álbum solista Don Lucero, un álbum sensorial de Spinetta, que reúne del Lado 1 las canciones más soft y directas. El título «Oboi» es un neologismo derivado de la palabra inglesa boy (niño) que según el propio Spinetta alude al hecho de que en el tema "está personificado el espíritu de un niño":

Niño de todas las mañanas,
dibuja sus manos, no quiere decir...

Oboi,
...no hay terror en él,
hay solo vida...
vida sin preguntas y sin ayer...
"Oboi", Roberto Mouro

La letra de Roberto Mouro Los niños y niñas son una presencia constante en el cancionero spinetteano, desde «Plegaria para un niño dormido» hasta «Los niños que escriben en el cielo», pasando por «Perdonado (niño condenado)», «Children of the bells», «Será que la canción llegó hasta el sol» y «Pequeño ángel», además de los temas y álbumes dedicados a sus hijos (Pelusón of milk, «Para Valen», «Vera»).
Mouro fue un amigo personal de Spinetta, que compuso también otras canciones incluidas por el Flaco en sus álbumes, como «El marcapiel» (Téster de violencia, 1988), «Panacea» (Pelusón of milk, 1991), «Los duendes» y «Holanda» (Spinetta y los Socios del Desierto, 1997), «Mundo disperso» (Silver Sorgo, 2001) y «Sinfín» (Pan, 2005). Comentando el aporte de Mouro en Silver Sorgo, Spinetta ha dicho:

Son "esas" letras las que Roby pone a funcionar, para que algo, entre los dos, se gatille.
Luis Alberto Spinetta

Musicalmente el tema cuenta en el cierre con un destacado solo de guitarra a cargo de Guillermo Arrom.
En enero de 2016 Javier Malosetti, bajista de la banda de Spinetta en el álbum, publicó un video en YouTube titulado "El caso de la intro de Oboi", denunciando que cuando se realizó la edición en CD en 1991, se cometió un error en la introducción de «Oboi», cortando los primeros tres compases y medio del tema, en los que se realiza la introducción con batería electrónica. El error no fue subsanado por ninguna de las ediciones posteriores. Malosetti indignado dice:

¡Muy grave, muy grave! ¡Se chorearon tres compases y nadie dice nada!
Javier Malosetti